# ديميتري كيلموف
ديميتري كيلموف (16 مايو 1983 في روسيا - ) هو لاعب كرة قدم روسي في مركز حراسة المرمى. لعب مع نادي أورينبورغ ونادي كراسنودار ونادي موردوفيا سارانسك وفاكل فارونيش ‏ وFC Yelets ‏ وFC Lokomotiv Liski ‏.

## وصلات خارجية
- ديميتري كيلموف على موقع قاعدة بيانات كرة القدم.إي يو (الإنجليزية)
- ديميتري كيلموف على موقع Soccerway.com (الإنجليزية)